# Open All Night
"Open All Night" je pjesma Brucea Springsteena s njegova albuma Nebraska iz 1982.

## Povijest
Od deset pjesama s albuma, "Open All Night" je jedina koja uključuje električnu gitaru. Uz gitarski riff karakterističan za Chucka Berryja, pjesma govori o cjelonoćnoj vožnji neimenovanog protagonista kroz industrijski New Jersey na sastanak s njegovom djevojkom Wandom, konobaricom u restoranu Bob's Big Boy na Cesti 60.
"Open All Night" je objavljena kao singl u Ujedinjenom Kraljevstvu, ali nije se uspjela probiti na ljestvice. Objavljena je i u Nizozemskoj i Španjolskoj. Iako nikad nije objavljena kao singl u SAD-u, toliko je puštana na radijskim rock postajama da je dospjela na 22. poziciju Billboardove ljestvice Mainstream Rock Tracks.
Pjesma dijeli zajedničku stihovnu strukturu i teme s dvije druge Springsteenove pjesme. Prva je "State Trooper", s istog albuma. Druga je "Living on the Edge of the World", snimljena 1979., objavljena tek 1998. u sklopu box seta Tracks.
Springsteen je tijekom Sessions Band Toura 2006. neredovito izvodio pjesmu, a tada je bila transformirana u osmominutni honky-tonk broj. To je verzija koja se pojavljuje na CD-u i DVD-u Bruce Springsteen with The Sessions Band: Live in Dublin.

## Vanjske poveznice
- Stihovi "Open All Night"  Arhivirana inačica izvorne stranice od 9. ožujka 2009. (Wayback Machine) na službenoj stranici Brucea Springsteena